# Ron (ort i Indien)
Ron är en ort i Indien.   Den ligger i distriktet Gadag och delstaten Karnataka, i den södra delen av landet, 1 400 km söder om huvudstaden New Delhi. Ron ligger 581 meter över havet och antalet invånare är 22 593.
Terrängen runt Ron är platt. Runt Ron är det ganska tätbefolkat, med 230 invånare per kvadratkilometer. Ron är det största samhället i trakten. Trakten runt Ron består till största delen av jordbruksmark.